# Vredenburg
Vredenburg – miasto w Południowej Afryce, w Prowincji Przylądkowej Zachodniej, w dystrykcie West Coast, ośrodek administracyjny gminy Saldanha Bay. Miasto położone jest około 12 km od wybrzeża Oceanu Atlantyckiego i 138 km na północny zachód od Kapsztadu. W 2011 roku liczyło 38 382 mieszkańców.
Miasto założone zostało w 1875 roku, kiedy to wzniesiony został tu kościół Holenderskiego Kościoła Reformowanego. Nazwa miasta oznacza w języku afrikaans „miasto pokoju”. Wcześniej miejsce to znane było pod nazwami Twisfontein (w wolnym tłumaczeniu „sporne źródło”) i Procesfountain („źródło procesowe”), ze względu na spór sąsiedzki, przedmiotem którego było znajdujące się tutaj źródło wody pitnej.